# Mondial 125 Monoalbero
La FB Mondial 125 Tipo Competizione, meglio nota come Mondial 125 Monoalbero, è una motocicletta sportiva costruita dalla casa bolognese FB Mondial, in piccola serie, dal 1952 al 1954

## Il contesto
Dopo aver conquistati i campionati mondiali di velocità del 1949, 1950 e 1951, nella classe 125, la FB Mondial mise in produzione di serie le 125 "Sport" e "Super Sport" che, nonostante il prezzo sostenuto, ottennero un buon successo di vendite sul mercato nazionale, da sempre sensibile agli allori sportivi.
Forte ed insistente era anche la pressione dei piloti privati, italiani ed esteri, per la realizzazione di una macchina, della medesima cilindrata, che potesse essere impiegata nell'attività sportiva e, particolarmente, nell'allora frequentatissima "Categoria Sport".
Nell'intento di finanziare, con i proventi, parte delle ingenti spese necessarie per il reparto corse e, nondimeno, di ottenere un forte ritorno d'immagine dalla miriade di gare affollate di piloti privati che, in quegli anni, si svolgevano in tutta Europa,  la Mondial decise di avviare la produzione in piccola serie del modello "Competizione Cliente" da 1/8 di litro.

## La moto
La FB Mondial 125 Monoalbero venne presentata, nel gennaio 1952, al XXIV Salone del motociclo di Milano, polarizzando l'attenzione degli appassionati. Nel comunicato stampa, dal tono quasi sprezzante nei confronti della concorrenza, la moto era definita come "la più veloce 125 c.c. in vendita sul mercato mondiale", aggiungendo che veniva offerta con "velocità minima garantita e documentabile al momento stesso della consegna, a differenza degli usi generalizzati in questo campo".

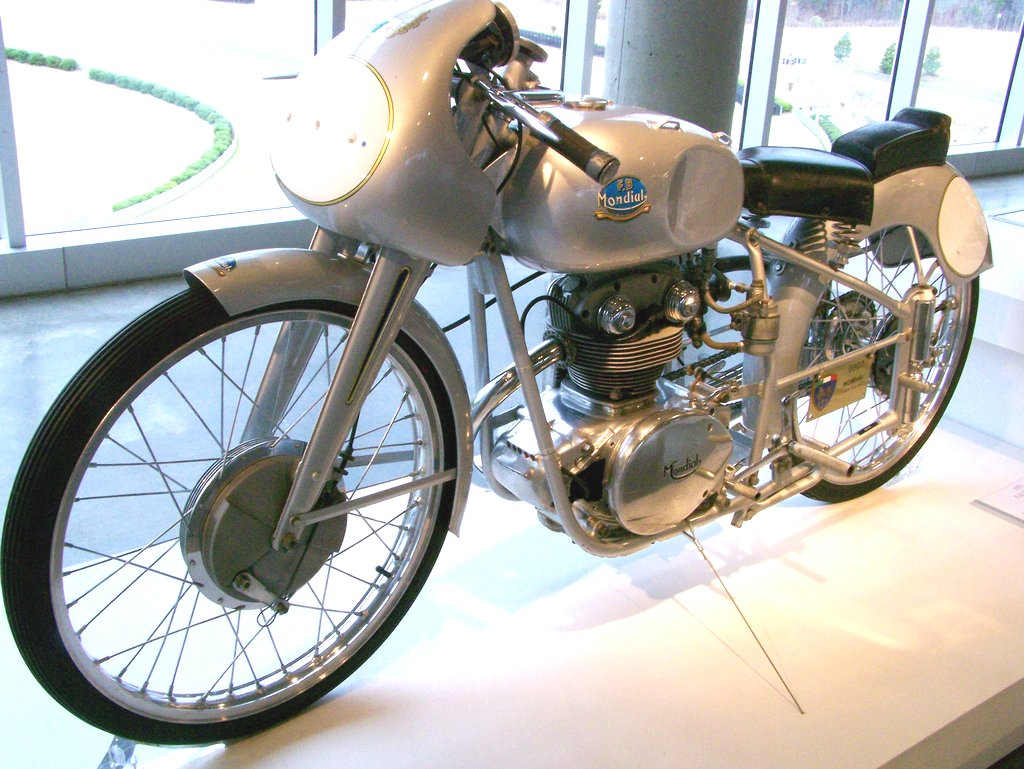
Mondial 125 Monoalbero del 1952 conservata al Barber Vintage Motorsports Museum di Birmingham

Direttamente derivata dalla "125 Bialbero" da GP, la "125 Monoalbero" ne conserva integralmente la parte telaistica, limitando le modifica al motore e, in particolare, al sistema di distribuzione che venne semplificato mediante l'allocazione di un solo albero a camme.
Nonostante l'impoverimento tecnologico, il motore della "125 Monoalbero" viene considerato dagli esperti un vero capolavoro della meccanica, merito del reparto corse FB Mondial, popolato da celebri motoristi del calibro di Nerio Biavati, Rino Gilli, Omer Melotti e Franco Petrini.
Ogni particolare era studiato per l'attività agonistica, iniziando dai comandi a pedale fortemente arretrati, per finire alla nicchia ricavata nella parte superiore del serbatoio che consentiva al pilota di appoggiare il mento, allo scopo di assumere la posizione più aerodinamica possibile.
Qualche critica venne sollevata nei confronti della rigidità del telaio, considerato non all'altezza del propulsore.
In ogni caso, i pochi esemplari prodotti andarono letteralmente a ruba, ordinati e lungamente attesi dai piloti di tutta Europa che, nel triennio di produzione, seppero mettere a frutto le doti sportive della macchina, mietendo una serie impressionante di vittorie e confermando pienamente le iniziali dichiarazioni della casa costruttrice.
Per contro, occorre dire che, in gare di lunga durata, la "125 Monoalbero" rivelò numerose fragilità di motore e telaio, tipiche d'una macchina concepita più per le corse che per l'uso stradale.
A richiesta, il modello veniva consegnato anche in versione "circuito", ovvero privo dell'impianto di illuminazione e del dispositivo di avviamento a pedivella, invece obbligatori per le corse su strada.
I dati dell'azienda sono andati perduti, ma si stima che per FB Mondial 125 Monoalbero Tipo Competizione, sia in versione "circuito" che in versione "strada", la produzione abbia di poco superato il centinaio di esemplari.

## L'attività sportiva
Particolarmente prestigioso è il palmarès di questa moto che si fregia di centinaia di vittorie sui circuiti di tutta Europa, nella categoria sport (o 2ª categoria), e della conquista di due campionati italiani piloti (1952, 1953, 1954), un campionato italiano marche (1954), due campionati nazionali d'Olanda (1953, 1954) e due campionati nazionali d'Austria (1952, 1953).
Nelle lunghe gare a più tappe, invece, i risultati furono pesantemente condizionati dalla scarsa tenuta delle componenti meccaniche allo sforzo prolungato. Ad esempio, nel 1953 furono 20 le "125 monoalbero" schierate al 1° Motogiro d'Italia e solo tre di queste riuscirono ad arrivare al traguardo, la prima conquistando un deludente 5º posto, reso quasi beffardo dal fatto che le sei tappe, di cui era composto il Motogiro, furono tutte vinte dalle Mondial.
La vittoria più eclatante, quasi incredibile, fu certamente quella ottenuta al Motomondiale, il 3 ottobre 1954, nel GP di Spagna. Dopo le prove sul tortuoso Circuito di Montjuich, effettuate con la "125 Bialbero" ufficiale, Tarquinio Provini preferì impiegare in gara la "125 Monoalbero", portata casualmente in Spagna per essere consegnata al concessionario Mondial di Barcellona. Sotto gli sguardi sbalorditi del pubblico e degli avversari, il futuro campione mondiale vinse il suo primo GP iridato, in sella ad una FB Mondial 125 Monoalbero di serie. È l'unica vittoria che si ricordi di una moto di serie in una gara del Motomondiale.
In seguito al "funesto" patto di astensione dalle gare di velocità, firmato nel 1957 da Gilera, Mondial e Moto Guzzi, alcune "Monoalbero" vennero cedute alla neonata Paton e servirono da base per la realizzazione delle Paton 125 Bialbero, progettate da Lino Tonti.

## Dati tecnici
| Caratteristiche tecniche - FB Mondial 125 Tipo Competizione del 1952                        | Caratteristiche tecniche - FB Mondial 125 Tipo Competizione del 1952                                                                    | Caratteristiche tecniche - FB Mondial 125 Tipo Competizione del 1952                                                                    | Caratteristiche tecniche - FB Mondial 125 Tipo Competizione del 1952                                                                    | Caratteristiche tecniche - FB Mondial 125 Tipo Competizione del 1952                                                                    | Caratteristiche tecniche - FB Mondial 125 Tipo Competizione del 1952                                                                    |
| ------------------------------------------------------------------------------------------- | --- | --- | --- | --- | --- |
|                                                                                             | | | | | |
| Dimensioni e pesi                                                                           | | | | | |
| Ingombri (lungh.×largh.×alt.)                                                               | 2000 × 540 × 780 mm | 2000 × 540 × 780 mm | 2000 × 540 × 780 mm | 2000 × 540 × 780 mm | 2000 × 540 × 780 mm |
| Altezze                                                                                     | Sella: 740 mm - Pedane: 280 mm | Sella: 740 mm - Pedane: 280 mm | Sella: 740 mm - Pedane: 280 mm | Sella: 740 mm - Pedane: 280 mm | Sella: 740 mm - Pedane: 280 mm |
| Interasse: 1328 mm                                                                          | Interasse: 1328 mm | Massa a vuoto: 97 kg | Massa a vuoto: 97 kg | Serbatoio: 14 litri | Serbatoio: 14 litri |
| Meccanica                                                                                   | | | | | |
| Tipo motore: monocilindrico verticale 4T quadro                                             | Tipo motore: monocilindrico verticale 4T quadro                                                                                         | Tipo motore: monocilindrico verticale 4T quadro                                                                                         | Tipo motore: monocilindrico verticale 4T quadro                                                                                         | Raffreddamento: ad aria | Raffreddamento: ad aria |
| Cilindrata                                                                                  | 123,54 cm³ (Alesaggio 53 × Corsa 56 mm)                                                                                                 | 123,54 cm³ (Alesaggio 53 × Corsa 56 mm)                                                                                                 | 123,54 cm³ (Alesaggio 53 × Corsa 56 mm)                                                                                                 | 123,54 cm³ (Alesaggio 53 × Corsa 56 mm)                                                                                                 | 123,54 cm³ (Alesaggio 53 × Corsa 56 mm)                                                                                                 |
| Distribuzione: 2 valvole ad albero delle camme in testa, comandato da cascata di ingranaggi | Distribuzione: 2 valvole ad albero delle camme in testa, comandato da cascata di ingranaggi                                             | Distribuzione: 2 valvole ad albero delle camme in testa, comandato da cascata di ingranaggi                                             | Alimentazione: carburatore Dell'Orto SS 22/26                                                                                           | Alimentazione: carburatore Dell'Orto SS 22/26                                                                                           | Alimentazione: carburatore Dell'Orto SS 22/26                                                                                           |
| Potenza: 14 CV a 11.000 giri/min                                                            | Potenza: 14 CV a 11.000 giri/min | Coppia: | Coppia: | Rapporto di compressione: | Rapporto di compressione: |
| Frizione: a dischi multipli in bagno d'olio                                                 | Frizione: a dischi multipli in bagno d'olio                                                                                             | Frizione: a dischi multipli in bagno d'olio                                                                                             | Cambio: in blocco a 4 marce con comando a pedale sulla dx                                                                               | Cambio: in blocco a 4 marce con comando a pedale sulla dx                                                                               | Cambio: in blocco a 4 marce con comando a pedale sulla dx                                                                               |
| Accensione                                                                                  | dinamo-magnete Marelli | dinamo-magnete Marelli | dinamo-magnete Marelli | dinamo-magnete Marelli | dinamo-magnete Marelli |
| Trasmissione                                                                                | primaria ad ingranaggi con denti dritti e finale a catena                                                                               | primaria ad ingranaggi con denti dritti e finale a catena                                                                               | primaria ad ingranaggi con denti dritti e finale a catena                                                                               | primaria ad ingranaggi con denti dritti e finale a catena                                                                               | primaria ad ingranaggi con denti dritti e finale a catena                                                                               |
| Avviamento                                                                                  | a pedivella | a pedivella | a pedivella | a pedivella | a pedivella |
| Ciclistica                                                                                  | | | | | |
| Telaio                                                                                      | doppia culla in tubi d'acciaio | doppia culla in tubi d'acciaio | doppia culla in tubi d'acciaio | doppia culla in tubi d'acciaio | doppia culla in tubi d'acciaio |
| Sospensioni                                                                                 | Anteriore: forcella a parallelogramma in lamiera stampata e ammortizzatore centrale / Posteriore: forcella con due elementi telescopici | Anteriore: forcella a parallelogramma in lamiera stampata e ammortizzatore centrale / Posteriore: forcella con due elementi telescopici | Anteriore: forcella a parallelogramma in lamiera stampata e ammortizzatore centrale / Posteriore: forcella con due elementi telescopici | Anteriore: forcella a parallelogramma in lamiera stampata e ammortizzatore centrale / Posteriore: forcella con due elementi telescopici | Anteriore: forcella a parallelogramma in lamiera stampata e ammortizzatore centrale / Posteriore: forcella con due elementi telescopici |
| Freni                                                                                       | Anteriore: tamburo laterale sx da 180 mm / Posteriore: tamburo laterale sx da 150 mm                                                    | Anteriore: tamburo laterale sx da 180 mm / Posteriore: tamburo laterale sx da 150 mm                                                    | Anteriore: tamburo laterale sx da 180 mm / Posteriore: tamburo laterale sx da 150 mm                                                    | Anteriore: tamburo laterale sx da 180 mm / Posteriore: tamburo laterale sx da 150 mm                                                    | Anteriore: tamburo laterale sx da 180 mm / Posteriore: tamburo laterale sx da 150 mm                                                    |
| Pneumatici                                                                                  | anteriore e posteriore 2.00 x 21" | anteriore e posteriore 2.00 x 21" | anteriore e posteriore 2.00 x 21" | anteriore e posteriore 2.00 x 21" | anteriore e posteriore 2.00 x 21" |
| Prestazioni dichiarate                                                                      | | | | | |
| Velocità massima                                                                            | 140 km/h | 140 km/h | 140 km/h | 140 km/h | 140 km/h |
| Altro                                                                                       | | | | | |
| Lubrificazione                                                                              | con olio di ricino e pompa ad ingranaggi di mandata-recupero.                                                                           | con olio di ricino e pompa ad ingranaggi di mandata-recupero.                                                                           | con olio di ricino e pompa ad ingranaggi di mandata-recupero.                                                                           | con olio di ricino e pompa ad ingranaggi di mandata-recupero.                                                                           | con olio di ricino e pompa ad ingranaggi di mandata-recupero.                                                                           |
| Fonte dei dati:                                                                             | | | | | |